# Austla
Austla (Duits: Haustla) is een plaats in de Estlandse gemeente Saaremaa, provincie Saaremaa. De plaats heeft de status van dorp (Estisch: küla).
Tot in december 2014 behoorde Austla tot de gemeente Lümanda, tot in oktober 2017 tot de gemeente Lääne-Saare en sindsdien tot de fusiegemeente Saaremaa.

## Bevolking
Het dorp had 5 inwoners op 31 december 2011 en 3 inwoners op 31 december 2021.

## Ligging
Austla ligt aan de westkust van het eiland Saaremaa. Ten noordwesten van de dorpskern ligt een steile kust, gevormd van dolomiet, de Soeginina pank.

## Geschiedenis
Austla werd voor het eerst genoemd in 1678 onder de naam Hauzele, een nederzetting op het landgoed van Karala. Op 4 september 1897 kwamen de boeren van Lümanda en omgeving in opstand tegen een belasting die hun was opgelegd om de bouw van een dorpsschool te financieren. Bij Austla kwam het tot een veldslag met de politie, die de geschiedenis inging als de Austla sõda, de ‘oorlog van Austla’.
In 1977 werd Austla bij het buurdorp Karala gevoegd. In 1997 werd het weer een afzonderlijk dorp.

## Foto's

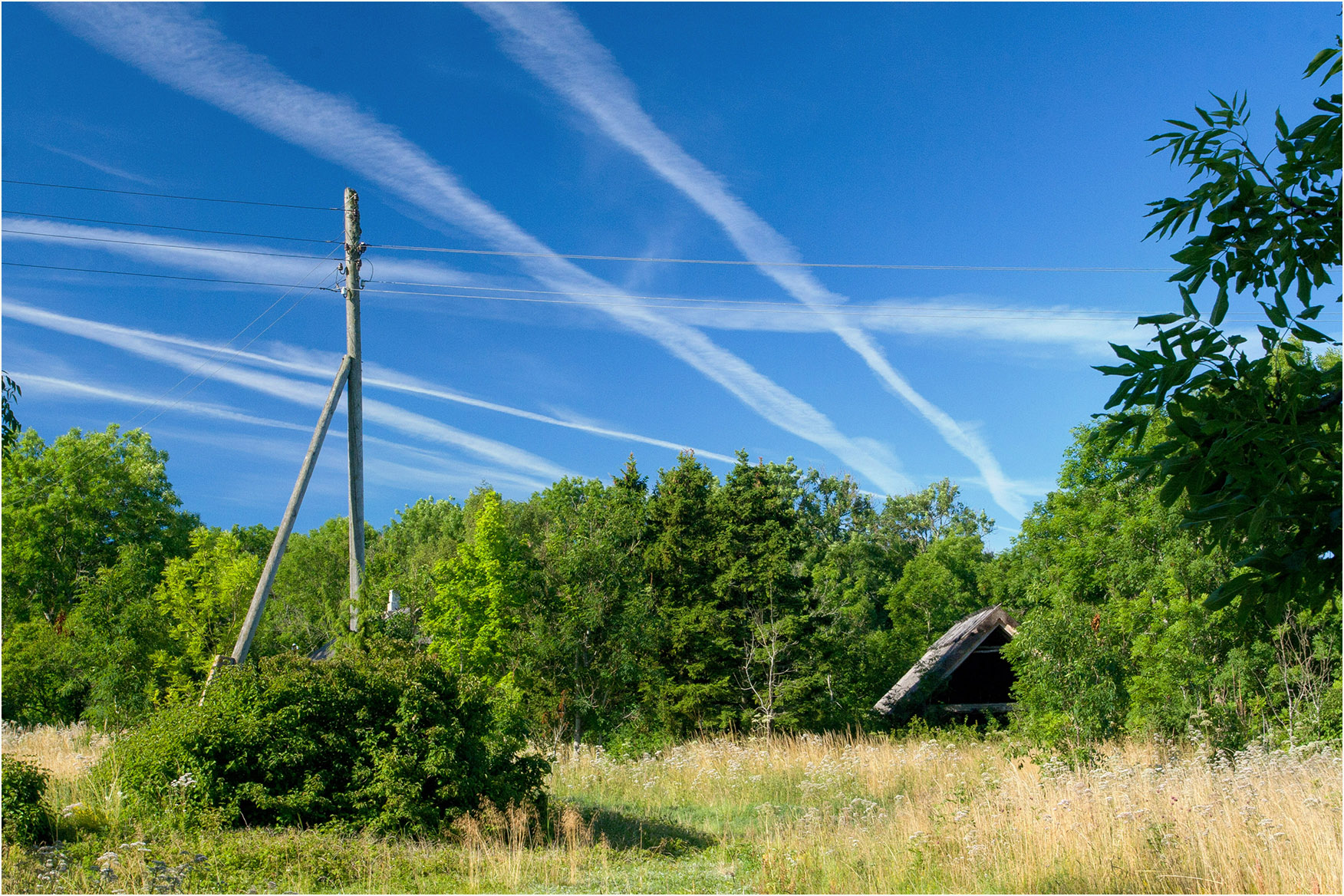
De omgeving van Austla
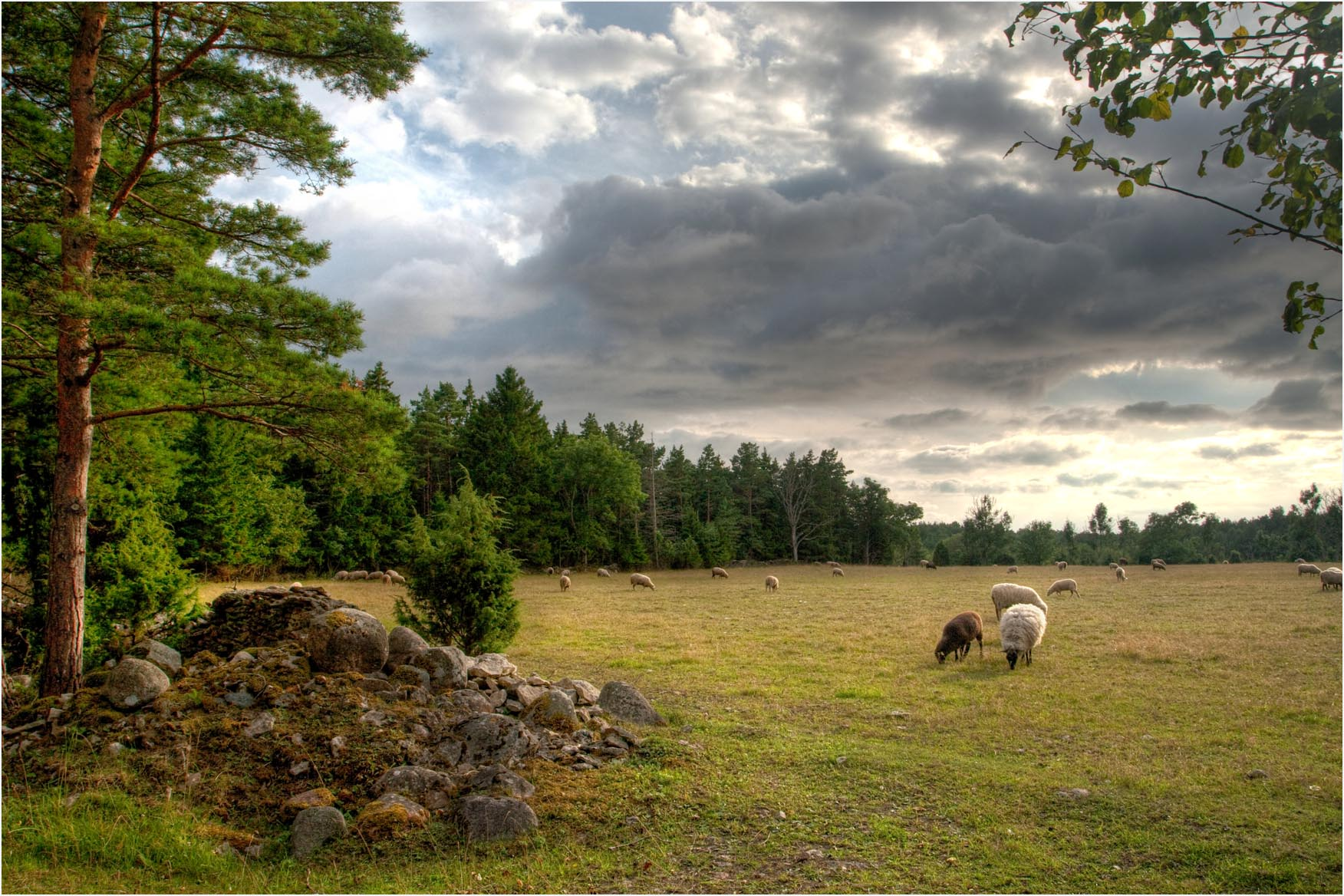
Schaapskudde bij Austla
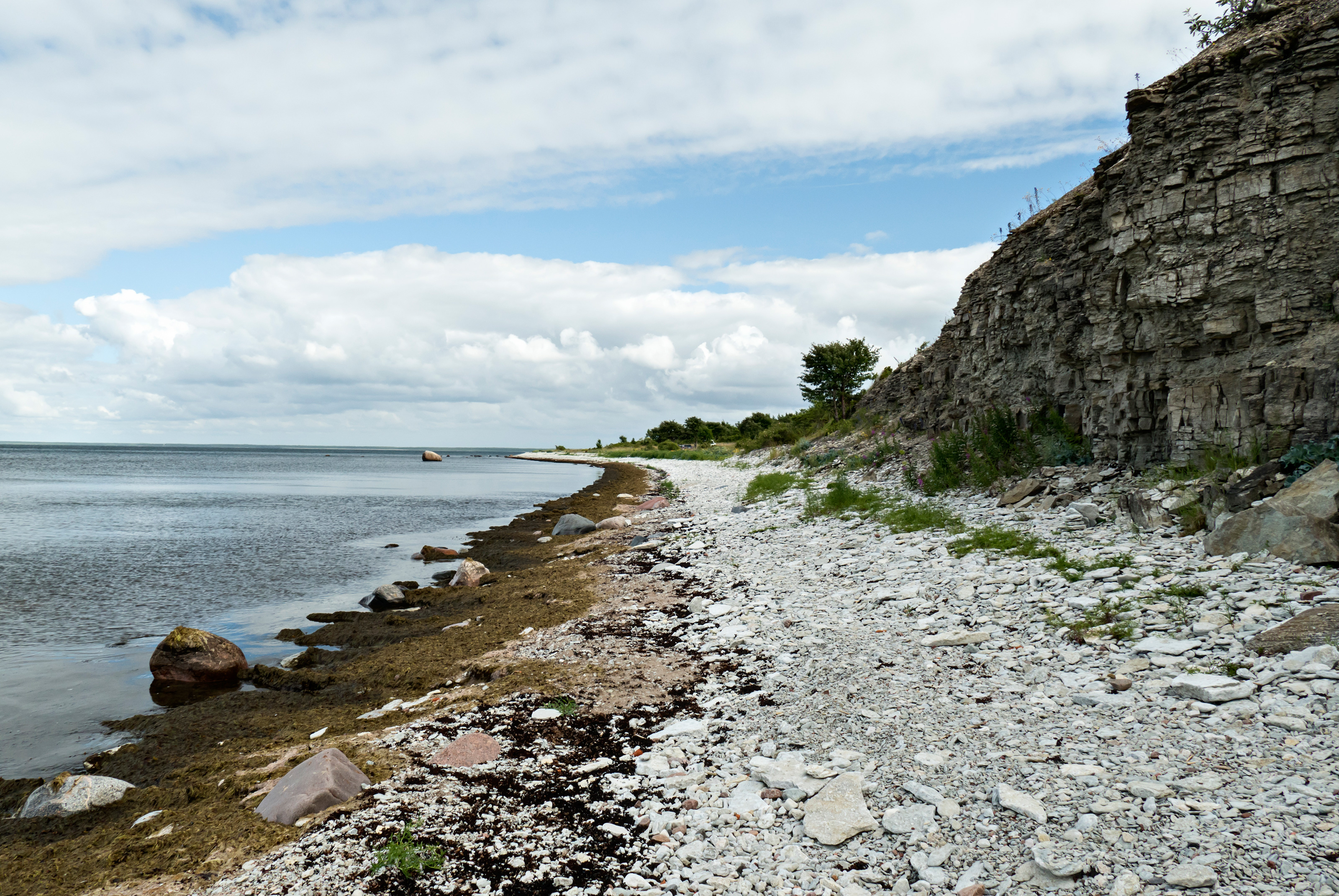
De Soeginina pank